# Tsjagoda
Tsjagoda (Russisch: Чагода) is een nederzetting met stedelijk karakter in de Russische oblast Vologda en het bestuurlijk centrum van het district Tsjagodosjtsjenski. Het ligt aan de oever van de rivier Tsjagodosjtsja op ruim 300 km ten westen van Vologda. De plaats telt zo'n 7.000 inwoners (2010).
Bestuurlijk centrum: Vologda

Babajevo · Belozersk · Charovsk · Grjazovets · Kadnikov · Kirillov · Krasavino · Nikolsk · Oestjoezjna · Sokol · Totma · Tsjagoda · Tsjerepovets · Veliki Oestjoeg · Vytegra